# Refa'i Ahmed Taha
Refa'i Ahmed Taha (in arabo  رفاعي أحمد طه ‎?, Rifā‘ī Aḥmad Ṭāhā) o Refa‘i Ahmed Taha Musa, o Ahmed Refa‘i Taha, alias Abu Yaser al-Masri (in arabo  أبو ياسر المصري ‎?) (24 giugno 1954 – Idlib, 5 aprile 2016) è stato un terrorista egiziano.

## Biografia
È stato uno dei leader del movimento fondamentalista di matrice islamica noto come "al-Jama'a al-Islamiyya", succeduto allo "Sceicco cieco" ʿOmar ʿAbd al-Rahman a capo dell'organizzazione terroristica egiziana dopo che questi era stato arrestato nel 1993 e condannato all'ergastolo nel 1995.
La lista di persone ricercate predisposta dal Dipartimento di Stato al Tesoro statunitense indica come sua data di nascita il 24 giugno 1954, e indica altre sue identità di copertura, tra cui ʿIssām ʿAlī Muhammad ʿAbd Allāh (in arabo عصام علي محمد عبد الله‎?). È imputato, assieme ad altri 21 militanti di al-Qā‘ida e di gruppi affiliati a tale organizzazione, di aver svolto un qualche ruolo negli attentati dinamitardi che nel 1998 colpirono alcune ambasciate statunitensi in Africa.
Ai primi del 1998, Taha fu una delle cinque persone che firmarono – o che si pensa abbiano firmato – una cosiddetta fatwā in cui si minacciavano gli Stati Uniti e Israele e i loro cittadini. Fra gli altri firmatari figurerebbero Osama bin Laden e Ayman al-Zawahiri Nel 2000, Taha apparve in un video insieme a bin Laden e al-Zawahiri, in cui si minacciavano violenze a seguito dell'imprigionamento di ʿOmar ʿAbd al-Rahman.
Refaʿi Ahmed Taha è stato anche ricercato dalle autorità del suo Paese, in cui era stato condannato a morte nel 1999 nell'ambito di un'inchiesta sul caso dei cosiddetti reduci dell'Albania
Nell'ottobre del 2001 Taha è stato arrestato all'aeroporto di Damasco (dopo essere sparito dopo gli Attentati dell'11 settembre 2001) e discretamente istradato in Egitto. Al-Qāʿida ha rivelato nel 2006 che egli era ancora vivo in prigione ma la notizia non ha ricevuto conferme ufficiali.
È stato ucciso intorno al 5 aprile 2016 nel corso di un attacco aereo statunitense condotto con drone nella cittadina di Idlib in Siria dove stava lavorando con Jabhat al-Nusra, l'ala siriana di Al-Qaeda. Secondo il Washington Post, aveva attraversato il confine siriano dalla Turchia solo cinque giorni prima.